# Merodontina insula
Merodontina insula är en tvåvingeart som beskrevs av Scarbrough och Hill 2000. Merodontina insula ingår i släktet Merodontina och familjen rovflugor. Inga underarter finns listade i Catalogue of Life.